# 今井まこと
今井 まこと（いまい まこと、1971年7月9日 - ）は、日本の実業家。芸能タレント文化人プロダクションテイナーズ代表取締役及び芸能事務所株式会社ICH専務取締役を務める。萩本欽一とインターネット放送局「欽ちゃんネル」を手掛け、番組のエグゼクティグプロデューサーをも務める。大分県佐伯市出身。

## 略歴
大分県佐伯市で生まれ、父親は学校教員である。
学生時代、美術・音楽活動に傾倒。高山辰雄賞や大分高校ロック選手権グランプリなど数々獲得する。
1999年にITデザイン会社を起業し、福岡、東京と支店を出すも、リーマンショックの影響を受け2010年に倒産。数億の借金を背負いホームレスとなる。（当時、鬱病で自殺未遂を何度かしていると本人のFacebookで語っている。）その後、生計を立て直し、萩本欽一を訪ね、本人に番組企画を提案する。
それまでの経歴が気に入られ、共に企画した番組をエグゼクティグプロデューサーとして開始。
現在は、芸能・エンターテイメントを中心とした多方面で活動をしている。

## 番組
- 2015年8月に萩本欽一と共にインターネット放送を企画し、「欽ちゃんのドーンとゴールド!」を立ち上げ、放送開始。

- 2016年2月に 見栄晴出演の「競馬のおはなし」を企画し放送開始。

- 2016年4月に 近藤しづか出演の「近藤しづかの料理のおはなし」を企画し放送開始。

- 2016年7月に 舞川あいく出演の「お悩みシェアハウス」を企画し放送開始。

- 2016年9月に 井筒和幸＆ボイメン出演の「すすめ！ボイカンメン」を企画し放送開始。

- 2016年10月に 仁香 出演の「仁香の美姿っとしませんか？」を企画し放送開始。